# Sopřeč
Sopřeč település Csehországban, a Pardubicei járásban. Sopřeč Břehy, Semín, Strašov, Vápno, Vlčí Habřina, Žáravice és Vyšehněvice településekkel határos. Lakosainak száma 289 fő (2024. január 1.).

## Népesség
A település lakosságának változását az alábbi diagram mutatja:
| Lakosok száma | 439  | 471  | 517  | 377  | 307  | 241  | 286  | 269  | 284  | 289  |
|               | 1869 | 1900 | 1921 | 1961 | 1980 | 2011 | 2016 | 2019 | 2021 | 2024 |